# 埃德卡超市
埃德卡超市（德語：Edeka）是德國規模最大的連鎖超市，在德國超市業界的市場佔有率達26%。
埃德卡超市拥有 7 家地区性公司50%的股份，另外 50% 的股份由一个或多个地区性合作社持有。埃德卡总部还控制着折扣连锁店内托超市的大部分业务。

## 历史
1898年由埃德卡创建于德国柏林，之後併購了一些合作社及獨立系超市例如马克特考夫超市，集团總部位於漢堡。現在埃德卡集團擁有約4,100家店鋪。

## 外部連結
- 艾德卡官方网站 （页面存档备份，存于）
- German Press Release about Edeka's acquisition in the Plus Germany discounter chain

1. ↑  . Statista.   [2024-05-15]. （原始内容存档于2024-05-15） （德语）.
2. ↑  . verbund.edeka.   [2024-05-15]. （原始内容存档于2024-05-21）.
3. ↑  . www.kguowai.com.   [2024-05-15]. （原始内容存档于2017-07-17）.